# Изванкино
Изва́нкино (чув. Исванкӑ, Сарплат) — деревня в Аликовском муниципальном округе Чувашской Республики. Входила в состав Илгышевского сельского поселения до его упразднения в 2022 году.

## География
Расположена в 2,5-3 км к северо-востоку от села Аликово и в 50-52 км к юго-западу от Чебоксар, примерно в 1 км от автодороги Чебоксары — Аликово.

### Климат
Климат умеренно континентальный с продолжительной холодной зимой и тёплым летом. Средняя температура января −12,9 °C, июля 18,3 °C, абсолютный минимум достигал −44 °C, абсолютный максимум 37 °C. За год в среднем выпадает до 552 мм осадков.

## История
До 1927 года деревня входила в Аликовскую волость Ядринского уезда Казанской губернии. 1 октября 1927 года вошла в состав Аликовского района, после 20 декабря 1962 года входила в Вурнарский район. После следующей реорганизации, с 14 марта 1965 года по нынешнее время находится снова в Аликовском районе.

Из архивных документов известно: 
«Чувашам известен более под названием „Сарплат“, в официальной же переписке употребляется название Изванкин (в унизительной форме). По преданию основателем поселения (ошкăн) был некто по имени „Изван“. Впоследствии какой-то барин по имени Сарплат, узнав, что жители поселения владеют плодородной землей, вздумал превратить в крепостное состояние. Об этом замысле проведали чуваши в соседней с поселком д. Тогач и из опасения, чобы Сарплат не завладел ими, однажды Изванов поселок сожгли, а затем отправились в свой уездной город Курмыш хлопотать об устранении домогательства Сарплата, в чём и успели»

## Население
| 2010 | 2012 |
| ---- | ---- |
| 223  | ↗292 |

## Инфраструктура
Личное подсобное хозяйство. В настоящее время деревня в основном газифицирована.

## Транспорт
Подъездная дорога на автодорогу 97Н-023 «Аликово — Ишаки».